# Stig Hagström
Stig Bernt Mattéus Hagström, född 21 september 1932, död 28 maj 2011 i Menlo Park i Kalifornien, var en svensk fysiker och tidigare universitetskansler som var verksam vid Stanforduniversitetet i Kalifornien.
Hagström studerade vid Uppsala universitet och blev filosofie kandidat 1957, filosofie magister 1958, filosofie licentiat i fysik och kemi 1961 och filosofie doktor i fysik 1964. Han disputerade på doktorsavhandlingen Studies of some atomic properties by electron spectroscopy och hade Kai Siegbahn som handledare på doktorsarbetet. Efter att under tiden 1964 till 1966 ha forskat i USA, var han 1966 till 1969 docent vid Chalmers tekniska högskola och 1969 till 1976 professor i fysik vid Linköpings universitet. 1976 till 1987 var han verksam vid Xerox forskningscenter i Palo Alto, och 1987 till 1992 som professor i materialvetenskap vid Stanforduniversitetet.Under sin tid i Palo Alto tog han väl hand om många svenska politiker och forskare samt läkare som besökte staden för att sätta sig in i datasamhällets framväxt, liksom många svenska studenter vid Stanford som välkomnades till familjens hem.
År 1992 utsågs Hagström till svensk universitetskansler, och efterträdde Gunnar Brodin på posten. Han stannade som universitetskansler till 1998 då han efterträddes av Sigbrit Franke.
Efter sin pensionering som universitetskansler återvände Hagström till Stanford som professor emeritus och var från 2001 involverad i verksamheten vid Stanford Center for Innovations in Learning.
Hagström var från 1983 ledamot av Kungliga Ingenjörsvetenskapsakademien, vars preses han var 1993 till 1996, och blev 1992 ledamot av Kungliga Vetenskapsakademien. Han var hedersdoktor vid Linköpings universitet och Blekinge tekniska högskola. Hagström är gravsatt i Gustav Vasa kyrkas kolumbarium i Stockholm.